# Fajolles
Fajolles is een gemeente in het Franse departement Tarn-et-Garonne (regio Occitanie) en telt 107 inwoners (2009). De plaats maakt deel uit van het arrondissement Castelsarrasin.

## Geografie
De oppervlakte van Fajolles bedraagt 9,0 km², de bevolkingsdichtheid is dus 11,9 inwoners per km².
De onderstaande kaart toont de ligging van Fajolles met de belangrijkste infrastructuur en aangrenzende gemeenten.

## Demografie
Onderstaande figuur toont het verloop van het inwonertal (bron: INSEE-tellingen).